# Fred Hammond
Fred Hammond (Detroit, Michigan, 27 de Dezembro de 1960) é um cantor, baixista e produtor gospel.

## Carreira musical
Vencedor das premiações GMA Dove Awards e Stellar Awards, Fred tem se mantido ativo tanto como membro do grupo gospel  Commissioned, como também em sua carreira solo (atualmente pela Verity Records).
Hammond ganhou reconhecimento como baixista do grupo gospel The Winans. Em 1985 era um dos seis membros originais do grupo Commissioned, participando em 10 dos 12 álbuns do grupo.
Depois que saiu do Commissioned, ganhou fama na comunidade gospel após vender milhões de cópias com o grupo Radical For Christ.
Em 2002 Hammond retornou ao grupo Commissioned (agora com os membros Keith Staten, Marvin Sapp, Mitchell Jones, Karl Reid, Michael Williams e Marcus Cole) para produzir o álbum Commissioned Reunion Live.

### Discografia

#### Álbuns
| Lançamento             | Álbum                                        | Gravadora      | RIAA      |
| ---------------------- | -------------------------------------------- | -------------- | --------- |
| 1985                   | I'm Going On (Commissioned)                  | Light Records  |           |
| 1986                   | Go Tell Somebody (Commissioned)              | Light Records  |           |
| 1987                   | On The Winning Side (Commissioned)           | Light Records  |           |
| 1988                   | Will You Be Ready? (Commissioned)            | Light Records  |           |
| 1989                   | Ordinary Just Won't Do (Commissioned)        | Light Records  |           |
| 1990                   | State of Mind (Commissioned)                 | Verity Records |           |
| 1991                   | Number 7 (Commissioned)                      | A&M Records    |           |
| 1991                   | I Am Persuaded                               | Verity Records |           |
| 1993                   | Deliverance)                                 | A&M Records    |           |
| 1994                   | Matters of the Heart (Commissioned)          | A&M Records    |           |
| 1995                   | The Inner Court                              | Benson Records |           |
| 1 de Dezembro de 1995  | Gospel Greats (Commissioned)                 | Benson Records |           |
| 20 de Agosto de 1996   | The Spirit of David                          | Benson Records | Ouro      |
| 28 de Abril de 1998    | Pages of Life: Chapters 1&2                  | Verity Records | 2xPlatina |
| 21 de Março de 2000    | Purpose By Design                            | Verity Records | Ouro      |
| 6 de Março de 2001     | In Case You Missed It....And Then Some       | Verity Records |           |
| 11 de Setembro de 2001 | Christmas...Just Remember                    | Verity Records |           |
| 23 de Abril de 2002    | The Commissioned Reunion Live (Commissioned) | Verity Records |           |
| 10 de Setembro de 2002 | Speak Those Things: POL Chapter 3            | Verity Records |           |
| 9 de Setembro de 2003  | Hooked on the Hits                           | Verity Records |           |
| 8 de Junho de 2004     | Somethin 'Bout Love                          | Verity Records | Ouro      |
| 13 de Junho de 2006    | Praise & Worship (Commissioned)              | Verity/Legacy  |           |
| 3 de Outubro de 2006   | Free to Worship                              | Verity Records |           |
| 29 de Setembro de 2009 | Love Unstoppable                             | Verity Records |           |
| 29 de Setembro de 2012 | God, Love e Romance                          | Verity Records |           |

#### Singles Notáveis
| Lançamento             | Canção                                | Álbum                                        | Notas                                                                                           |
| ---------------------- | ------------------------------------- | -------------------------------------------- | ----------------------------------------------------------------------------------------------- |
| 28 de Abril de 1998    | Let the Praise Begin                  | Pages of Life – Chapters 1 and 2             | 1998 GMA Dove Awards vencedor na categoria Best Contemporary Gospel Song com Radical for Christ |
| 1998                   | Power                                 | The Prince of Egypt Inspirational Soundtrack | trilha-sonora do filme The Prince of Egypt com Radical for Christ                               |
| 28 de Abril de 1998    | Power                                 | Pages of Life – Chapters 1 and 2             | 1999 GMA Dove Awards vencedor na categoria Best Contemporary Gospel Song com Radical for Christ |
| 2001                   | King of Glory                         |                                              | 2001 Stellar Awards indicado como Canção do Ano                                                 |
|                        | All Things Are Working                | The Gospel Soundtrack                        | trilha sonora do filme The Gospel                                                               |
| 2004                   | Celebrate (He Lives)                  |                                              | 2004 Grammy Awards indicado na categoria Best Gospel Performance com Noel Hall e Darryl Dixon   |
| 2005                   | Celebrate (He Lives)                  |                                              | 2005 Stellar Awards indicado como Canção do Ano com Noel Hall e Darryl Dixon                    |
| 2007                   | Better Than That – com The Singletons |                                              | 2007 Stellar Awards indicado como Canção do Ano                                                 |
| 2003                   | We Have Not Forgotten                 | Soulful                                      | dueto com Ruben Studdard em seu álbum Soulful                                                   |
| 22 de Novembro de 2005 | By Faith - com Sean Combs             | Hurricane Relief: Come Together Now          |                                                                                                 |

### Billboard

#### Álbuns
| Ano  | Álbum                               | Parada                 | Pico |
| ---- | ----------------------------------- | ---------------------- | ---- |
| 1994 | Matters of the Heart (Commissioned) | Top R&B/Hip-Hop Albums | 65   |
| 2002 | Speak Those Things: POL Chapter 3   | Top R&B/Hip-Hop Albums | 29   |
| 2002 | Speak Those Things: POL Chapter 3   | Billboard 200          | 38   |
| 2004 | Somethin' 'Bout Love                | Top R&B/Hip-Hop Albums | 4    |
| 2004 | Somethin' 'Bout Love                | The Billboard 200      | 35   |
| 2006 | Free To Worship                     | The Billboard 200      | 29   |
| 2009 | Love Unstoppable                    | The Billboard 200      | 25   |

### Prêmios

#### Vencedor
| Ano  | Premiação       | Categoria                            | Canção / Álbum |
| ---- | --------------- | ------------------------------------ | --- |
| 1992 | GMA Dove Awards | Álbum Inspiracional                  | Generation to Generation (com Larnelle Harris, Matthew Ward, Glad, 4Him, Dallas Holm, Kelly Nelon Thompson, Billy & Sarah Gaines e Dana Key)                                |
| 1992 | GMA Dove Awards | Álbum Contemporâneo Gospel           | Handel's Messiah: A Soulful Celebration (com Mervyn Warren, George Duke, David Pack, Patti Austin, Take 6, Gary Hines, Robert Sadin, Richard Smallwood e The Yellowjackets) |
| 1998 | GMA Dove Awards | Canção Contemporânea Gospel          | Let the Praise Begin (com Radical for Christ) |
| 1999 | GMA Dove Awards | Canção Contemporânea Gospel          | Power (with Radical For Christ) |
| 2000 | GMA Dove Awards | Álbum Contemporâneo Gospel           | Purpose By Design (com Radical for Christ) |
| 2001 | Stellar Awards  | Vocal Masculino do Ano               | Purpose by Design |
| 2001 | Stellar Awards  | Produtor do Ano                      | Purpose by Design (com Radical For Christ) |
| 2001 | Stellar Awards  | Vocal Contemporâneo Masculino do Ano | Purpose By Design (com Radical For Christ) |
| 2001 | GMA Dove Awards | Álbum Urbano                         | Just Remember Christmas |
| 2005 | Stellar Awards  | Produtor do Ano                      | Somethin' 'Bout Love |
| 2008 | Grammy Awards   | Melhor Álbum de R&B Gospel           | Free To Worship |

## Vida Pessoal
Fred Hammond tem duas crianças, que participaram do álbum de 2009, Love Unstoppable. Hammond se divorciou de sua esposa em 2004, após 20 anos de casamento.